# Trường thặng dư
Trong toán học, trường thặng dư là một cấu trúc cơ bản trong đại số giao hoán. Nếu R là một vành giao hoán và m là một i-đê-an tối đại, thì trường thặng dư là vành thương k=R/m, là một trường. Thông thường, R là một vành địa phương và m là i-đê-an tối đaị duy nhất của nó.
Trong hình học đại số, vỡi mỗi điểm x của một lược đồ X, ta có một trường thặng dư k(x).   

## Định nghĩa
Giả sử R là một vành địa phương giao hoán, với m là i-đê-an tối đại của nó. Thế thì trường thặng dư là vành thương R/m.
Bây giờ giả sử X là một lược đồ và x là một điểm của X. Theo định nghĩa của lược đồ, ta có một lân cận a-phin U=Spec(A), với A là một vành giao hoán. Điểm x tương ứng với một i-đê-an nguyên tố p ⊂ A. Vành địa phương của X tại x được định nghĩa là địa phương hóa R=Ap, với i-đê-an tối đại m=p·Ap. Ta có trường thặng dư tại điểm x:
k(x):=Ap/p·Ap.
Người ta có thể chứng minh rằng định nghĩa này không phụ thuộc vào cách lựa chọn lân cận mở a-phin U. 

## Thí dụ
Xét đường thẳng a-phin A1(k)=Spec(k[t]) trên một trường k. Nếu k đóng đại số, có chính xác hai loại i-đê-an nguyên tố, đó là
- (t -a), a ∈ k
- (0), i-đê-an không.

Các trường thặng dư là
- {\displaystyle k[t]_{(t-a)}/(t-a)k[t]_{(t-a)}\cong k}
- {\displaystyle k[t]_{(0)}\cong k(t)}, trường hàm một biến trên k.

Nếu k không đóng đại số, thì sẽ xuất hiện nhiều loại i-đê-an hơn, ví dụ nếu k = R, thì i-đê-an nguyên tố (x2+1) có trường thặng dư đẳng cấu với C.

## Tính chất
- Một cấu xạ Spec(K) → X, K một trường, tương đương với việc cho một điểm x ∈ X và một mở rộng trường K/k(x).